# Trochomorpha approximata
Trochomorpha approximata é uma espécie de gastrópode da família Zonitidae.
É endémica da Micronésia. 